# Marwari (langue)
Cette page contient des caractères spéciaux ou non latins. S’ils s’affichent mal (▯, ?, etc.), consultez la page d’aide Unicode.
Le marwari (मारवाड़ी Mārwāṛī) est une langue rajasthani parlé principalement dans l’État de Rajasthan en Inde, mais aussi dans le Gujarat, le Haryana et dans la province de Sindh au Pakistan. Avec environ 13,2 millions de locuteurs en 1997, c’est la langue rajashtani avec le plus grand nombre de locuteurs.
Le nom de cette langue fait référence à la région du Marwar, où est concentrée la majeure partie de ses locuteurs.

## Écriture

### Alphabet perso-arabe
| Lettres             | Lettres | Lettres | Lettres | Lettres | Lettres | Lettres | Lettres | Lettres | Lettres |
| ------------------- | ------- | ------- | ------- | ------- | ------- | ------- | ------- | ------- | ------- |
| آ                   | ا‎       | ب‎       | ٻ‎       | پ       | ت       | ٹ       | ج       | چ       | خ       |
| د                   | ڈ       | ڋ / ݙ   | ر       | س       | ش       | ک       | گ       | ل       | ݪ       |
| م                   | ن       | ݨ‎       | و       | ہ       | ھ       | ی       | ے       |         |         |
| Signes diacritiques |         |         |         |         |         |         |         |         |         |
| ـَ                   | ِـ       | ـُ       |         |         |         |         |         |         |         |

| آ                   | ئ | ا | ب | ٻ | پ | ڀ | ت | ٺ | ٽ |
| ٿ                   | ج | چ | ڇ | ڊ | ڌ | ڏ | ر | ڙ | س |
| ش                   | ݾ | ڦ | ک | ڪ | گ | ل | ݪ | ن | ڻ |
| ه                   | ھ | و | ی |   |   |   |   |   |   |
| Signes diacritiques |   |   |   |   |   |   |   |   |   |
| ـَ                   | ِـ | ـُ |   |   |   |   |   |   |   |